# Deutsches Meisterschaftsrudern 1983
Das 94. Deutsche Meisterschaftsrudern wurde 1983 in Köln ausgetragen. Wie im Vorjahr wurden insgesamt Medaillen in 18 Bootsklassen vergeben, davon 13 bei den Männern und 5 bei den Frauen.

## Medaillengewinner

### Männer
| Bootsklasse                           | Gold | Silber | Bronze |
| ------------------------------------- | --- | --- | --- |
| Einer                                 | Andreas Schmelz (RG Eberbach 1899) | Georg Agrikola (RV Rhenania Germersheim) | Helmut Wolber (RTK Germania Köln) |
| Doppelzweier                          | Rgm. RV Rhenania Germersheim / RG Eberbach 1899 Georg Agrikola Andreas Schmelz | Rgm. Berliner RC Welle Poseidon / RK Normannia Braunschweig Michael Lipok Andreas Reinke | RV Ingelheim 1920 Albert Hedderich Michael Dürsch |
| Zweier ohne Steuermann                | RC Witten Volker Grabow Guido Grabow | Berliner RC Robin Wegener Thomas-Michael Vahrson | Würzburger RG Bayern Michael Twittmann Frank Dietrich |
| Zweier mit Steuermann                 | ETuF Essen Peter Ippach Jochen Berger Martin Ruppel (Stm.) | Rgm. Kölner RV von 1877 / RG Benrath Wolfgang Goeritz Klaus Klein Harald Sudkamp (Stm.) | Rgm. Hannoverscher RC von 1880 / RC Witten / RC Tegel 1886 Klaus Nitschke Martin Wocher Manfred Klein (Stm.)                                                                                 |
| Doppelvierer                          | Rgm. RV Ingelheim 1920 / Ulmer RC Donau Albert Hedderich Raimund Hörmann Dieter Wiedenmann Michael Dürsch | Rgm. Potsdamer RC Germania / Der Hamburger und Germania RC Peter Franke Johannes Bruger Ulrich Meischke Peter Saborowsky | Rgm. Straubinger RC / RC Lindau / RG München 1972 Rainer Kramer Bernd Bannasch Thomas Schröpfer Alfred Brandl                                                                                |
| Vierer ohne Steuermann                | Rgm. RC Hansa von 1898 / RC Witten Norbert Keßlau Volker Grabow Jörg Puttlitz Guido Grabow | Rgm. Osnabrücker RV / TuS Bramsche Axel Wöstmann Andreas Schütte Andreas Bode Thomas Möllenkamp | Keine weiteren Boote angetreten. |
| Vierer mit Steuermann                 | Rgm. Berliner RK Brandenburgia / Bonner RG / Mainzer RV von 1878 / RC Tegel 1886 / Hannoverscher RC von 1880 Georg Konermann Heribert Karches Wolfram Thiem Wolfgang Maennig Manfred Klein (Stm.) | Rgm. Hannoverscher RC von 1880 / Ratzeburger RC Armin Göhring Sebastian Preuß Wilfried Bach Karl-Friedrich Bach Kai von Warburg (Stm.)                                                                                              | Rgm. Osnabrücker RV / TuS Bramsche / Mindener RV von 1905 Ralf Kollmann Hans-Günther Tiemann Martin Möllmann Bert Honsel Torsten Bremer (Stm.)                                               |
| Achter                                | Rgm. TV 1877 Essen-Kupferdreh / Karlsruher RV Wiking / RR Uni Karlsruhe / RC Hansa von 1898 / RK am Baldeneysee / RG Benrath / RK am Wannsee / Mainzer RV von 1878 Stefan Piesik Heribert Karches Ingo Metzger Tilman Probst Achim Westphal Georg Bauer Ingo Wieneke Holger Piontek Tom Kipping (Stm.) | Rgm. Würzburger RG Bayern / RG München 1972 Ralf Thienel Oliver Portugall Siegfried Preisendörfer Bertram Kopperger Dieter Göpfert Hermann Greß Ralf Ehrhardt Matthias Schumann Rudolf Ziegler (Stm.)                               | Rüsselsheimer RK 08 Klaus Hartmann Achim Erhard Marco Weiß Wolfram Lorei Harald Blum Gerhard Darnieder Steffen Kerkmann Lutz Beyer Thomas Alt (Stm.)                                         |
| Leichtgewichts-Einer                  | Gerd Naujoks (RV Hoya von 1926) | Thomas Palm (WSV Honnef) | Reinhard Schlagowsky (Rendsburger RV) |
| Leichtgewichts-Doppelzweier           | Rgm. RC Undine Radolfzell / Tübinger RV Fidelia Thomas Jäckel Wolfgang Birkner | Rgm. Würzburger RV von 1875 / Frankfurter RG Germania 1869 Harald Thüring Roland Ehrenfels | RV Blankenstein Thomas Güntermann Gunter Saul |
| Leichtgewichts-Zweier ohne Steuermann | TV 1877 Essen-Kupferdreh Ansgar Wessling Henning Schädla | Rgm. RK am Baldeneysee Andreas Fischer Till Heyer-Stuffer | Gießener RG 1877 Thomas Rohmer Michael Borstel |
| Leichtgewichts-Vierer ohne Steuermann | Rgm. RK am Baldeneysee / RC Westfalen Herdecke Uwe Habermann Thomas Rüth Dirk Habermann Frank Rogall | Rgm. Kölner RV von 1877 / ARC Rhenus Bonn / Hannoverscher RC von 1880 Holger Dette Jürgen Neubert Manfred Jacobs Volker Schmidt | RC Nassovia Höchst Rüdiger Dingeldey Andreas Hobler Detlef Glitsch Stefan Ehrhard |
| Leichtgewichts-Achter                 | Rgm. RK am Baldeneysee / RC Westfalen Herdecke / RG München 1972 / RG Benrath Frank Rogall Dirk Habermann Thomas Rüth Uwe Habermann Stefan Groll Wolfgang Simon Felix Schmidt Peter Hadamek Harald Südkamp (Stm.)                                                                                      | Rgm. RC Nassovia Höchst / Spandauer RC Friesen / RK am Wannsee / Berliner RC Hevella Martin Stöckmann Uwe Stöckmann Rüdiger Dingeldey Andreas Hobler Detlef Glitsch Stefan Ehrhard Peter Werner Andreas Nowka Wolfram Thiele (Stm.) | Rgm. RV Emscher / RV Oberhausen / RV Blankenstein Michael Szymanski Ralf Wittor Christoph Janning Olaf Heil Klaus Altena Klaus Hartstock Manfred Arend Roland Arend Robert Nikolaiski (Stm.) |

### Frauen
| Bootsklasse                 | Gold | Silber | Bronze |
| --------------------------- | --- | --- | --- |
| Einer                       | Thea Gröll (Hannoverscher RC von 1880) | Diana Imping (TV 1877 Essen-Kupferdreh) | Alrun Urbach (RV an den Teichwiesen) |
| Doppelzweier                | Rgm. Rüsselsheimer RK 08 / RV Ingelheim 1920 Ulrike Kirsch Maria Dürsch | Rgm. Hamburger RC von 1925 / RC Westfalen Herdecke Bärbel Reichmann Sonja Petri                                                                                               | Rgm. RK am Wannsee / Hannoverscher RC von 1880 Kumitz Annette Wolter |
| Zweier ohne Steuerfrau      | Rgm. SV Polizei Hamburg / RV Münster Ellen Becker Iris Völkner | RV Saar Undine Heike Neu Elke Riesenkönig | Spandauer RC Friesen Birgit Sodemann Susanne Baer-Kaupert |
| Doppelvierer mit Steuerfrau | Rgm. RC Westfalen Herdecke / Hamburger RC von 1925 / RC Hansa von 1898 / Hannoverscher RC von 1880 / Frauen-RC Wannsee Thea Gröll Regina Kleine-Kuhlmann Bärbel Reichmann Sonja Petri Kathrien Plückhahn (Stf.) | Rgm. Hannoverscher RC von 1880 / Kölner RV von 1877 / Frauen-RC Wannsee / RV Saar Undine Anne Dickmann Annette Wolter Ute Kumitz Sabine Reuter Petra Dabrat (Stf.)            | Rgm. Frauen-RV Freiweg Frankfurt / Frankfurter RG Germania 1869 / RC Nassovia Höchst Klaudia Hornung Sabine Hinkelmann Evelyn Herwegh Beatrix Keller Christine Kämpf (Stf.) |
| Vierer mit Steuerfrau       | Rgm. RC Hansa von 1898 / Dormagener RG Bayer / Frauen-RC Wannsee / Deutscher RC von 1884 / Kölner RV von 1877 Cerstin Petersmann Ivika Rühling Dorothea Cyss Kerstin Rehders Kathrien Plückhahn (Stf.)          | Rgm. RV Saar Undine / RG Kreuznach / Karlsruher RV Wiking / Berliner RK Brandenburgia Annette Storz Ursula Fabricius Gundula Helmrath Michaela Schemmerer Cordula Hinz (Stf.) | Keine weiteren Boote angetreten |